# باغ سهمیه کومپالا

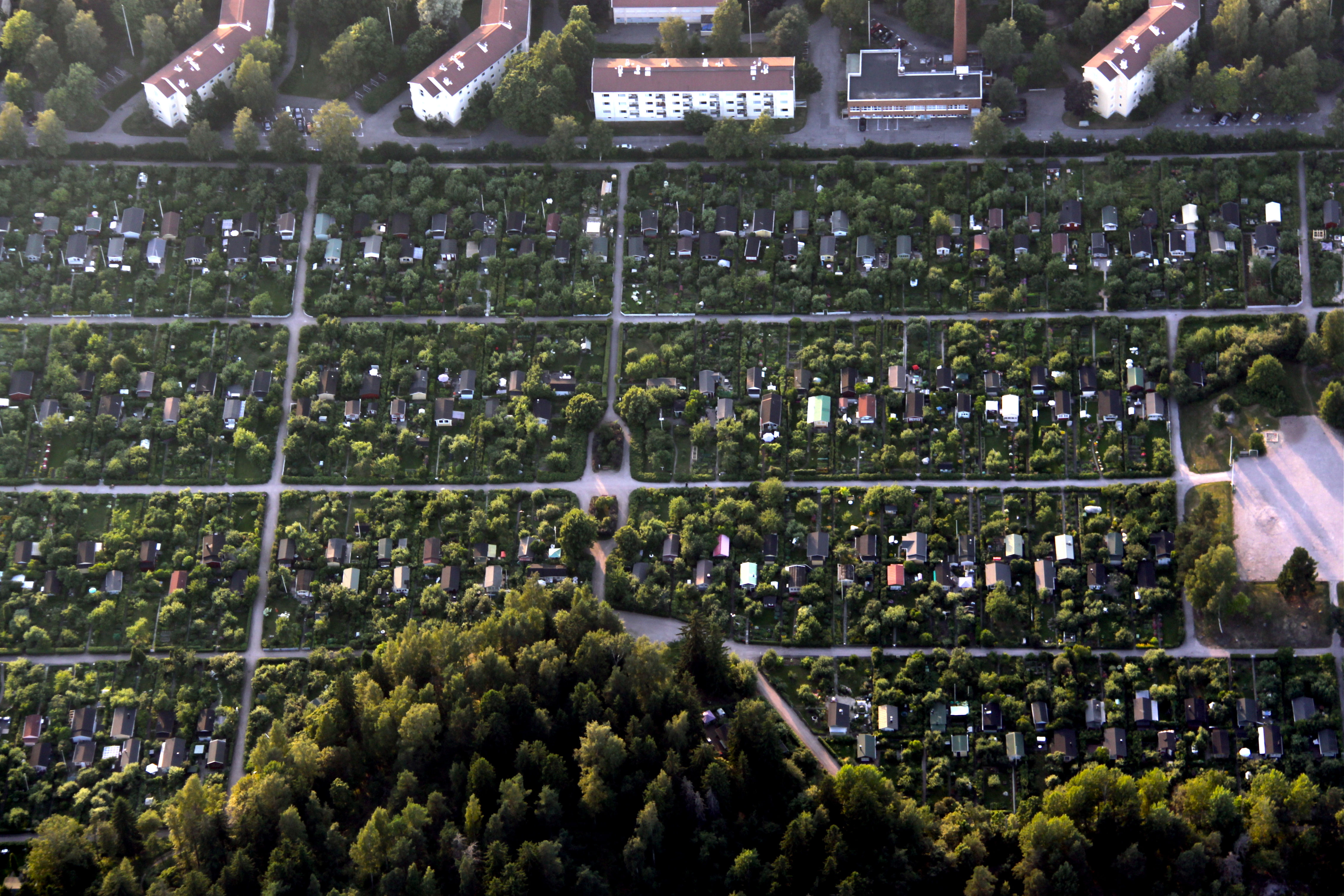
نمای هوایی از باغ سهمیه کومپالا در هلسینکی فنلاند - ۲۰۱۰

باغ سهمیه کومپالا واقع در kalervonkatu 1a در کومپالا و در سال ۱۹۲۷ تأسیس شد و دومین باغ سهمیه‌ای قدیمی در هلسینکی فنلاند می‌باشد. باغ دارای ۲۶۸ بخش با اندازه متوسط ۳۰۰ متر مربع است. این منطقه از لحاظ فرهنگی و تاریخی ارزشمند است. از ۱ مه- ۱۵ سپتامبر، باغ به روی عموم از ۷ صبح تا ۹ عصر باز است. با این حال بخش‌ها خودشان از اموال خصوصی باغ است.
مساحت باغ در حدود kumpulan siirtolapuutarhayhdistys r.y (انجمن باغ سهمیه‌ای کومپالا) است، که بخش‌ها به اعضای انجمن اجاره داده شده است. مستاجرها اجاره خود را می‌توانند به شخص ثالث انتقال دهند. تنها مردمی که به عنوان یک مقیم هلسینکی هستند می‌توانند برای اجاره بخش‌ها ثبت نام کنند.
هزینه اجاره به شهرستان هلسینکی و بخش مصرف پرداخت می‌شود، هزینه‌های دولت و عضویت به انجمن سالانه توسط مستاجران پرداخت می‌شود.
حداکثر اندازه مجاز برای خانه‌های باغی ۲۶ مترمربع اجازه داده می‌شود. همهٔ ساخت وساز باید با دستورالعمل‌های مقرر شده در شهرستان هلسینکی و انجمن رعایت شود.
انجمن دارای رویدادهای سالانه برای اعضای خود و برای عموم مردم است. قابل رویت‌ترین این وقایع جشن سنتی نیمه تابستان است.